# Cantone di Colmar-2
Il Cantone di Colmar-2 è una divisione amministrativa dell'arrondissement di Colmar.
È stato costituito a seguito della riforma approvata con decreto del 21 febbraio 2014, che ha avuto attuazione dopo le elezioni dipartimentali del 2015.

## Composizione
Comprende la parte orientale della città di Colmar e i 13 comuni di:
- Andolsheim
- Bischwihr
- Fortschwihr
- Grussenheim
- Holtzwihr
- Horbourg-Wihr
- Houssen
- Jebsheim
- Muntzenheim
- Riedwihr
- Sainte-Croix-en-Plaine
- Sundhoffen
- Wickerschwihr